# Kungariket Montenegro

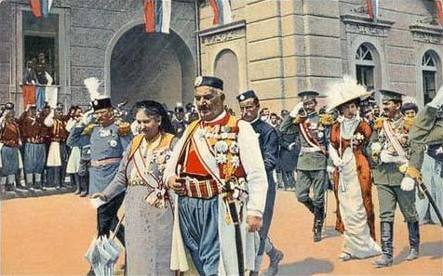
Förklarandet av Kungariket Montenegro, Cetinje, 28 augusti 1910.

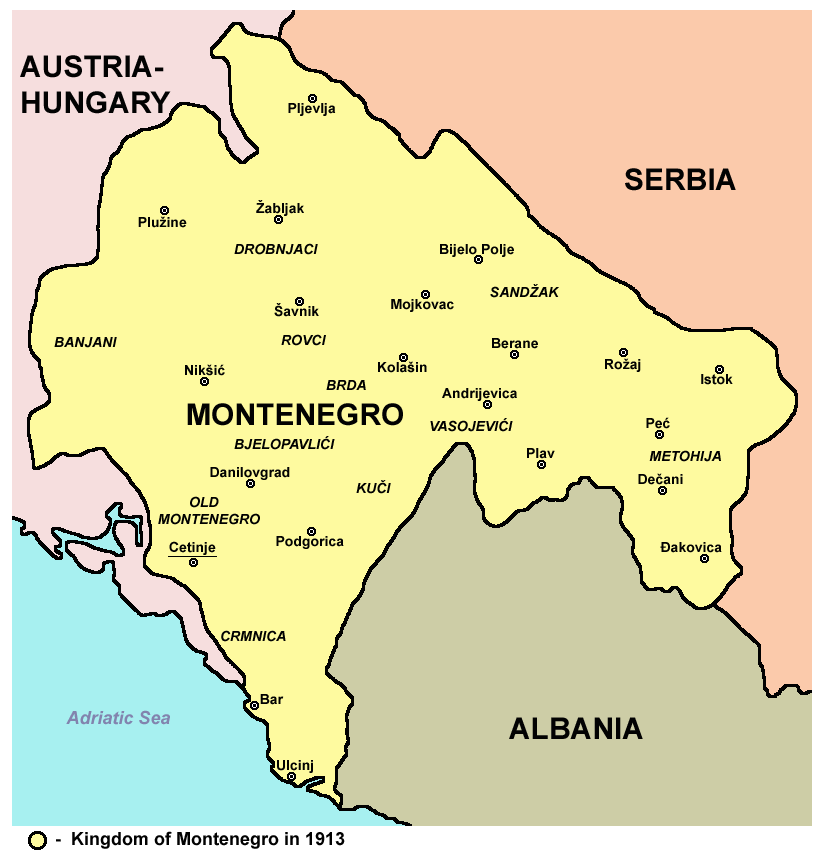

Kungariket Montenegro (serbiska: Краљевина Црнa Горa, Kraljevina Crna Gora) var ett kungarike i Sydösteuropa.
Huvudstad var Cetinje. Valutan var montenegrinsk perper. Staten var en konstitutionell monarki, men fungerade i praktiken som en absolut monarki. Kungariket Serbien och Montenegro gick 1918 ihop för att bli ett jugoslaviskt kungarike tillsammans med de tidigare Habsburgdistrikten.

## Historia
Kungariket Montenegro utropades av Knjaz Nikola (Nikola I) i Cetinje den 28 augusti 1910.
Balkankrigen (1912 – 1913) blev början till kungarikets upplösning. Montenegro gjorde territoriella vinningar genom att dela på Sandžak med Serbien den 30 maj 1913. Detta visade sig dock vara till skada, då det betydde att ett territorium införlivades utan att stora delar av befolkningen kände någon enighet med Montenegro. Dessutom fick man lämna den nyss intagna staden Shkodra till Albanien på stormakternas begäran, fastän Montenegro redan offrat 10 000 liv på att ta staden från det Osmanska rikets (Albanien) soldater ledda av Esad Pasha.
Under första världskriget (1914 – 1918) var Montenegro allierade med de allierade i första världskriget. Från 15 januari 1916 till oktober 1918 var Montenegro ockuperat av Österrike-Ungern.
Den 20 juli 1917 skrevs Korfudeklarationen på; om Montenegros enande med Serbien. Den 26 november 1918 förklarades Montenegro enat med Serbien. Nikola I stödde återförening med Serbien för att bilda en stor serbisk stat för alla serber men hamnade i konflikt med Kung Alexander som var regent i Serbien. Oenigheten handlade om vem som skulle styra det nya kungariket. Nikola I avsattes och gick i exil.

## Regenter (1910-1918)
- Nikola, kung från 1910 till 1918

### Titulära regenter (1918-)
- Nikola (1918 - 1921)
- Danilo, kronprins av Montenegro (Danilo III) (1921)
- Michael, prins av Montenegro (Michael I) (1921 - 1986)
- HRH Prins Nicholas av Montenegro (Nicholas II) (1986 -)
  - (arvinge) Prins Boris av Montenegro (född 1980)

## Premiärministrar
- Lazar Tomanović (1910-1912)
- Mitar Martinović (1912-1913)
- Janko Vukotić (1913-1915)
- Milo Matanović (1915-1916)

### Premiärministrar i exil
- Lazar Mijušković (1916)
- Andrija Radović (1916-1917)
- Milo Matanović (1917)
- Evgenije Popović (1917-1919)
- Jovan Plamenac (1919-1921)
- Anto Gvozdenović (1921-1922)
- Milutin Vučinić (1922)
- Anto Gvozdenović (1922)